# Christin Cooper
Christin Cooper, född 8 oktober 1959 i Los Angeles, är en amerikansk före detta alpin skidåkare.
Cooper blev olympisk silvermedaljör i storslalom vid vinterspelen 1984 i Sarajevo.